# Apalis chariessa
El apalis aliblanco (Apalis chariessa) es una especie de ave paseriforme de la familia Cisticolidae propia de África oriental.

## Distribución y hábitat
Se la encuentra en Kenia, Malawi, Tanzania y Mozambique.
Sus hábitats naturales son bosques húmedos tropicales. Se encuentra amenazado por pérdida de hábitat.